# Holzmannshausen
Holzmannshausen ist ein Gemeindeteil der Stadt Mainburg im Landkreis Kelheim in Niederbayern. Der Weiler war bis zum 1. Januar 1976 Hauptort einer selbstständigen Gemeinde.

## Lage
Holzmannshausen liegt in der Hallertau, dem größten zusammenhängenden Hopfenanbaugebiet der Welt etwa drei Kilometer westlich von Mainburg.

## Geschichte
Die Gemeinde Holzmannshausen mit den Orten Holzmannshausen, Götzenberg, Massenhausen, Meilenhausen und Öchslhof wurde 1818 durch das bayerische Gemeindeedikt gegründet. Sie wurde am 1. Januar 1976 im Zuge der Gemeindegebietsreform in die Stadt Mainburg eingegliedert.